# Pyrrhura egregia
Pyrrhura egregia là một loài chim trong họ Psittacidae.
Loài chim này được tìm thấy ở Brazil, Guyana, và Venezuela. Môi trường sống tự nhiên của chúng là rừng núi ẩm nhiệt đới hoặc cận nhiệt đới. Có hai phân loài, P. e. egregia và P. e. obscura.
Loài chim này dài khoảng 26 cm và cân nặng khoảng 75 g. Ở phân loài P. e. egregia thì đầu có màu xám còn cổ và trên các bộ phận của cơ thể và cánh có màu xanh lá cây.